# Dashijie
Dashijie (chiń. 大世界站) – stacja początkowa metra w Szanghaju, na linii 8. Zlokalizowana jest pomiędzy stacjami Renmin Guangchang i Laoximen. Została otwarta 29 grudnia 2007.